# Culpina
Culpina è un comune (municipio in spagnolo) della Bolivia nella provincia di Sud Cinti (dipartimento di Chuquisaca) con 16.991 abitanti (dato 2010).

## Cantoni
Il comune è suddiviso in 8 cantoni (popolazione 2001).
- Culpina - 8.185 abitanti
- El Palmar - 1.967 abitanti
- La Cienega - 247 abitanti
- La Cueva - 1.290 abitanti
- La Loma - 1.439 abitanti
- Pilaya - 247 abitanti
- Salitre - 126 abitanti
- San Francisco - 4.069 abitanti